# Тайсойган (Кзилкогинський район)
Тайсойга́н (каз. Тайсойған) — село у складі Кзилкогинського району Атирауської області Казахстану. Адміністративний центр та єдиний населений пункт Тайсойганського сільського округу.
Населення — 889 осіб (2021; 866 у 2009, 794 у 1999, 584 у 1989).